# 1989 au Brésil
Chronologie du Brésil
- 1985
- 1986
- 1987
- 1988
- 1989
- 1990
- 1991
- 1992
- 1993

Cette page concerne des événements d'actualité qui se sont produits durant l'année 1989 au Brésil.

## Événements
- 16 janvier : mise en circulation du nouveau cruzado (symbole : NCz$), équivalent à 1 000 cruzados brésiliens[1] ;
- 18 mars : inauguration à São Paulo du mémorial de l'Amérique Latine, conçu par l'architecte Oscar Niemeyer[2] ;
- 8 mai : le secrétaire-général du ministère des Affaires étrangères, Paulo Tarso Flecha de Lima (pt), signe à l'ambassade du Viêt Nam à Cuba, un accord officialisant les relations diplomatiques entre le Brésil et le Viêt Nam[3] ;
- 20 mai : fondation de la ville nouvelle de Palmas, capitale de l'État du Tocantins créé en 1988[4] ;
- 24 septembre : le pilote brésilien Emerson Fittipaldi est sacré champion du monde de Formule Indy à l'issue du Grand Prix automobile de Nazareth, en Pennsylvanie, aux États-Unis, devenant le premier pilote non américain à remporter le titre[5] ;
- 17 décembre : Fernando Collor de Mello est élu président de la République, battant au second tour de l'élection présidentielle le candidat du parti des travailleurs Lula da Silva[6].

## Décès
- 7 juin : Nara Leão, chanteuse de bossa nova et de musique populaire
- 21 août : Raul Seixas, auteur-compositeur-interprète et producteur de musique